# Ahmed Ben Cheikh Attoumane
Ahmed Ben Cheikh Attoumane (nascido em 1938) é um ex-político das Comores. Ex-conselheiro presidencial, ele serviu como primeiro-ministro de Comores de 20 de junho de 1993 a 2 de janeiro de 1994, deixando o seu cargo a meio de uma crise interna que gerou agitação pública. Ele substituiu Saïd Ali Mohamed como primeiro-ministro.